# 스와미 스리 유크테스와르 기리
스와미 스리 유크테스와르 기리(Swami Sri Yukteswar Giri, 본명: 프리야 나트 카라, Priya Nath Karar, 1855년 5월 10일 ~ 1936년 3월 9일)는 인도의 수도사이자 요기였으며, 파라마한사 요가난다와 스와미 사티아난다 기리의 구루였다. 서벵골주 세람포르에서 태어난 스리 유크테스와르는 키리야 요기, 조티샤(베다 점성가)와 교육자, 작가, 천문학자 등 바가바드 기타와 우파니샤드의 학자였다. 그는 바라나시의 라히리 마하사야의 제자이자 스와미 왕조의 기리 분파의 일원이다. 구루로서 그는 세람포르와 오디샤의 푸리에 있는 두 개의 재를 가지고 있었는데, 그 사이에 그는 제자들을 훈련시키면서 일년 내내 그의 거처를 번갈아 다녔다.

## 사생활
대학을 졸업한 후, 프리야 나트는 결혼했고 딸을 낳았다. 그의 아내는 그들의 결혼 후 몇 년 후에 죽었다.

## 같이 보기
- 점성술의 시대
- 자전축의 세차운동
- 대년
- 유가 (힌두교)